# Hemisilurus
Hemisilurus (лат.) — род пресноводных лучепёрых рыб из семейства сомовых (Siluridae). Включает 3 вида.

## Внешний вид и строение
Общая длина представителей этого рода колеблется от 50 до 80 см. Голова умеренного размера. Морда короткая. Глаза маленькие. Рот не очень широк. Нижняя челюсть длинная. Длинные и гибкие усики расположены на верхней челюсти. Туловище удлинённое. Спинной плавник отсутствует. Анальный плавник удлинённый. В брюшных плавниках до 8 лучей. Хвостовой плавник сильно раздвоен.
Окраска светло-серебристая.

## Образ жизни
Пелагические рыбы. Встречаются только в больших реках с быстрым течением, но заходят и в затопленные пойменные леса. Активны преимущественно ночью. Днём прячутся у дна. Питаются рыбой и креветками.

## Распространение
Распространены в бассейне реки Меконг и на островах Калимантан и Суматра.

## Классификация
На май 2018 года в род включают 3 вида
- Hemisilurus heterorhynchus (Bleeker, 1854)
- Hemisilurus mekongensis Bornbusch & Lundberg, 1989
- Hemisilurus moolenburghi Weber & de Beaufort, 1913